# Prix littéraires du Gouverneur général 2003
Les finalistes aux Prix littéraires du Gouverneur général pour 2003, un des principaux prix littéraires canadiens, ont été annoncés le 20 octobre 2003. Les lauréats ont été annoncés le 12 novembre 2003, sauf les quatre lauréats des ouvrages de littérature jeunesse annoncés deux jours plus tôt.

## Français

### Prix du Gouverneur général: romans et nouvelles de langue française
- Élise Turcotte - La Maison étrangère
- Jean-François Chassay, L’Angle mort
- Marie Gagnier, Console-moi
- Gaétan Soucy, Music-Hall!
- Larry Tremblay, Le Mangeur de bicyclette

### Prix du Gouverneur général: poésie de langue française
- Pierre Nepveu - Lignes aériennes
- Nicole Brossard, Cahier de roses & de civilisation
- Carle Coppens, Le Grand Livre des entorses
- Benoît Jutras, Nous serons sans voix
- Louis-Jean Thibault, Géographie des lointains

### Prix du Gouverneur général: théâtre de langue française
- Jean-Rock Gaudreault - Deux pas vers les étoiles
- François Archambault, La Société des loisirs
- François Létourneau, Cheech
- Wajdi Mouawad, Incendies
- Jean-Pierre Ronfard, Écriture pour le théâtre, tome III

### Prix du Gouverneur général: études et essais de langue française
- Thierry Hentsch- Raconter et mourir : aux sources narratives de l’imaginaire occidental
- Michel Morin, Vertige! et autres essais a-politiques
- Louise Prescott, Le Complexe d’Ulysse : signifiance et micropolitique dans la pratique de l’art
- François Ricard, Le Dernier Après-midi d’Agnès: essai sur l’œuvre de Milan Kundera
- Régine Robin, La Mémoire saturée

### Prix du Gouverneur général: littérature jeunesse de langue française - texte
- Danielle Simard, J’ai vendu ma sœur
- Mélissa Anctil, Gigi
- Roger Des Roches, Marie Quatdoigts
- Laurent Grimon, Le Chevalier des Arbres
- Paul Chanel Malenfant, Si tu allais quelque part

### Prix du Gouverneur général: littérature jeunesse de langue française - illustration
- Virginie Egger, Recette d’éléphant à la sauce vieux pneu
- Geneviève Côté, Le Premier Printemps du monde
- Gérard DuBois, Le Piano muet
- Stéphane Jorisch, Thésée et le Minotaure
- Stéphane Poulin, Annabel et la Bête

### Prix du Gouverneur général: traduction de l'anglais vers le français
- Agnès Guitard - Un amour de Salomé
- Yolande Amzallag, Le Canari éthique: science, société et esprit humain
- Paule Noyart, L’Or bleu: l’eau, nouvel enjeu stratégique et commercial
- Hélène Paré, L’Histoire spectacle: le cas du tricentenaire de Québec
- Lori Saint-Martin et Paul Gagné, L’Analyste

## Anglais

### Prix du Gouverneur général: romans et nouvelles de langue anglaise
- Douglas Glover - Elle
- Margaret Atwood - Oryx and Crake
- Elizabeth Hay - Garbo Laughs
- Jean McNeil - Private View
- Edeet Ravel - Ten Thousand Lovers

### Prix du Gouverneur général: poésie de langue anglaise
- Tim Lilburn - Kill-site
- Tim Bowling, The Witness Ghost
- Evan Jones, Nothing Fell Today But Rain
- Anne Simpson, Loop
- Tom Wayman, My Father’s Cup

### Prix du Gouverneur général: théâtre de langue anglaise
- Vern Thiessen - Einstein’s Gift
- Marie Clements, Burning Vision
- Brian Drader, Prok
- Sunil Kuruvilla, Rice Boy
- Michael Lewis MacLennan, Last Romantics

### Prix du Gouverneur général: études et essais de langue anglaise
- Margaret Olwen MacMillan - Paris 1919: Six Months That Changed the World
- Andrew Clark, A Keen Soldier: The Execution of Second World War Private Harold Pringle
- Andrew Cohen, While Canada Slept: How We Lost Our Place in the World
- Maggie de Vries, Vancouver, for Missing Sarah: A Vancouver Woman Remembers Her Vanished Sister
- Ross King, Michelangelo and the Pope’s Ceiling

### Prix du Gouverneur général: littérature jeunesse de langue anglaise - texte
- Glen Huser, Stitches
- Sarah Ellis, The Several Lives of Orphan Jack
- Barbara Haworth-Attard, Theories of Relativity
- Kevin Major, Ann and Seamus
- Judd Palmer, The Maestro

### Prix du Gouverneur général: littérature jeunesse de langue anglaise - illustration
- Allen Sapp, The Song Within My Heart
- Nicolas Debon, Four Pictures by Emily Carr
- Rob Gonsalves, Imagine a Night
- Barbara Reid, The Subway Mouse
- Ludmila Zeman, Sindbad’s Secret: From the Tales of the Thousand and One Nights

### Prix du Gouverneur général: traduction du français vers l'anglais
- Jane Brierley - Memoirs of a Less Travelled Road: A Historian’s Life
- Patricia Claxton, A Sunday at the Pool in Kigali
- Jo-Anne Elder, Tales from Dog Island: St. Pierre et Miquelon
- David Homel et Fred A. Reed, The Heart Is an Involuntary Muscle
- Susan Ouriou, Necessary Betrayals